# Masakr u Ferhadiji
Masakr u Ferhadiji ili Masakr u Ulici Vase Miskina počinili su pripadnici Vojske Republike Srpske 27. svibnja 1992. godine nad civilima koji su čekali u redu za kruh u Ulici Vase Miskina. Srpske snage su ispalile tri granate iz pravca Borija i usmrtile 26, a ranile 108 građana Sarajeva.

## Poginuli građani Sarajeva
Od srpskih granata toga dana poginuli su: Nedžad Abdija, Ismet Ašćerić, Ruždija Bektešević, Snježana Biloš, Predrag Bogdanović, Vladimir Bogunović, Vasva Čengić, Gordana Ćeklić, Mirsad Fazlagić, Emina Karamustafić, Mediha Omerović, Bahrija Pilav, Mila Ruždić, Mile Ružić, Abdulah Sarajlić, Sulejman Sarajlić, Hatidža Salić, Galib Sinotić, Sreten Stamenović, Srećko Šiklić, Božica Trajeri-Pataki, Vlatko Tanacković, Srećko Tanasković, Tamara Vejzagić-Kostić, Jusuf Vladović i Izudin Zukić.

## Vanjske poveznice
|  | Zajednički poslužitelj ima još gradiva o temi Masakr u Ferhadiji |